# Pedro Luis de Borja y Borja
Pedro Luis de Borja, llamado en Italia Pier Luigi Borgia (Játiva, c. 1430 - Civitavecchia, 26 de septiembre de 1458) fue un militar español.  
Nepote del papa Calixto III, fue capitán general de la Iglesia, prefecto de Roma y gobernador de varias provincias de los Estados Pontificios, pero la muerte del pontífice provocó su repentina caída. 

## Biografía

### Primeros años

Armas de los Borgia.

Nacido en el seno de la familia Borja del Reino de Valencia, fue hijo de Jofré de Borja y de Isabel de Borja y tuvo cuatro hermanos: Tecla, Rodrigo, Juana y Beatriz.  Cuando su padre murió en 1437, la familia quedó bajo la protección de su tío Alfonso de Borja, por aquel entonces obispo de Valencia.  
El tío Alfonso fue creado cardenal por Eugenio IV en 1444, y buscando favorecer a su sobrino, en 1449 le llamó a Italia, donde Pedro Luis se estableció en la corte napolitana del rey Alfonso V de Aragón.

### Apogeo

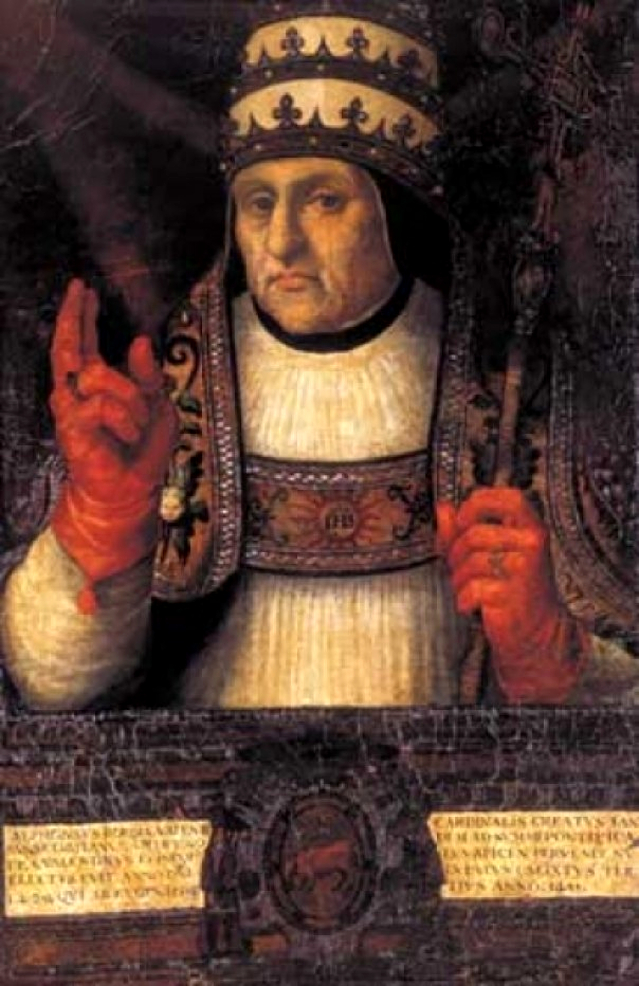
Calixto III.

Alfonso fue elegido papa en el cónclave de abril de 1455, y consciente del aislamiento de un papa extranjero en Roma, pronto se rodeó de parientes y connacionales a los que concedió beneficios eclesiásticos y cargos civiles; tal muestra de nepotismo contribuyó a hacerles a todos odiosos entre los italianos, que se vieron desplazados de los principales puestos de responsabilidad en los Estados Pontificios.  
Sus sobrinos Rodrigo y Luis Juan fueron creados cardenales, y Pedro Luis tuvo un ascenso fulgurante: en febrero de 1456 fue nombrado capitán general de la Iglesia, en marzo castellano del Castel Sant'Angelo, en agosto gobernador de  Terni, Narni, Todi, Rieti, Orvieto, Spoleto, Foligno, Nocera, Assisi, Amelia, Civita Castellana y Nepi, en febrero de 1457 de Patrimonio de San Pedro en Toscana, y en agosto del mismo año prefecto de Roma, honores a los que acompañaba una generosa remuneración.  
Además, se rumoreaba que el papa pretendía nombrar a su sobrino rey de Nápoles tras la muerte de Alfonso V, rey de Chipre por matrimonio o emperador de Constantinopla tras la reconquista de esta ciudad, tomada por los turcos dos años antes.
Tal acumulación de poder en un laico, pariente del papa, extranjero, joven y sin suficiente experiencia política ni militar fue mal recibida por el Colegio Cardenalicio, por los grandes barones romanos y por la población en general, y la actitud despótica de Pedro Luis no ayudó a mejorar su popularidad. Especialmente opuestos a su gobierno estuvieron los Orsini, una de las más influyentes familias romanas, por el apoyo del papa a sus rivales los Colonna, aunque tampoco éstos le eran muy afines por sus intentos de aminorar su poder en favor de los Borgia.

### Caída
En julio de 1458 el anciano papa cayó gravemente enfermo, y en su lecho de muerte nombró a Pedro Luis duque de Benevento y conde de Terracina y le entregó en feudo los vicariatos de Caprarola, Civitavecchia, Montagnola, Vetralla y otros que habían sido de la Cámara Apostólica.  Cuando cundió la noticia de la agonía del papa se produjeron numerosos desórdenes contra los españoles en Roma y contra Pedro Luis en las fortalezas bajo su mando. 

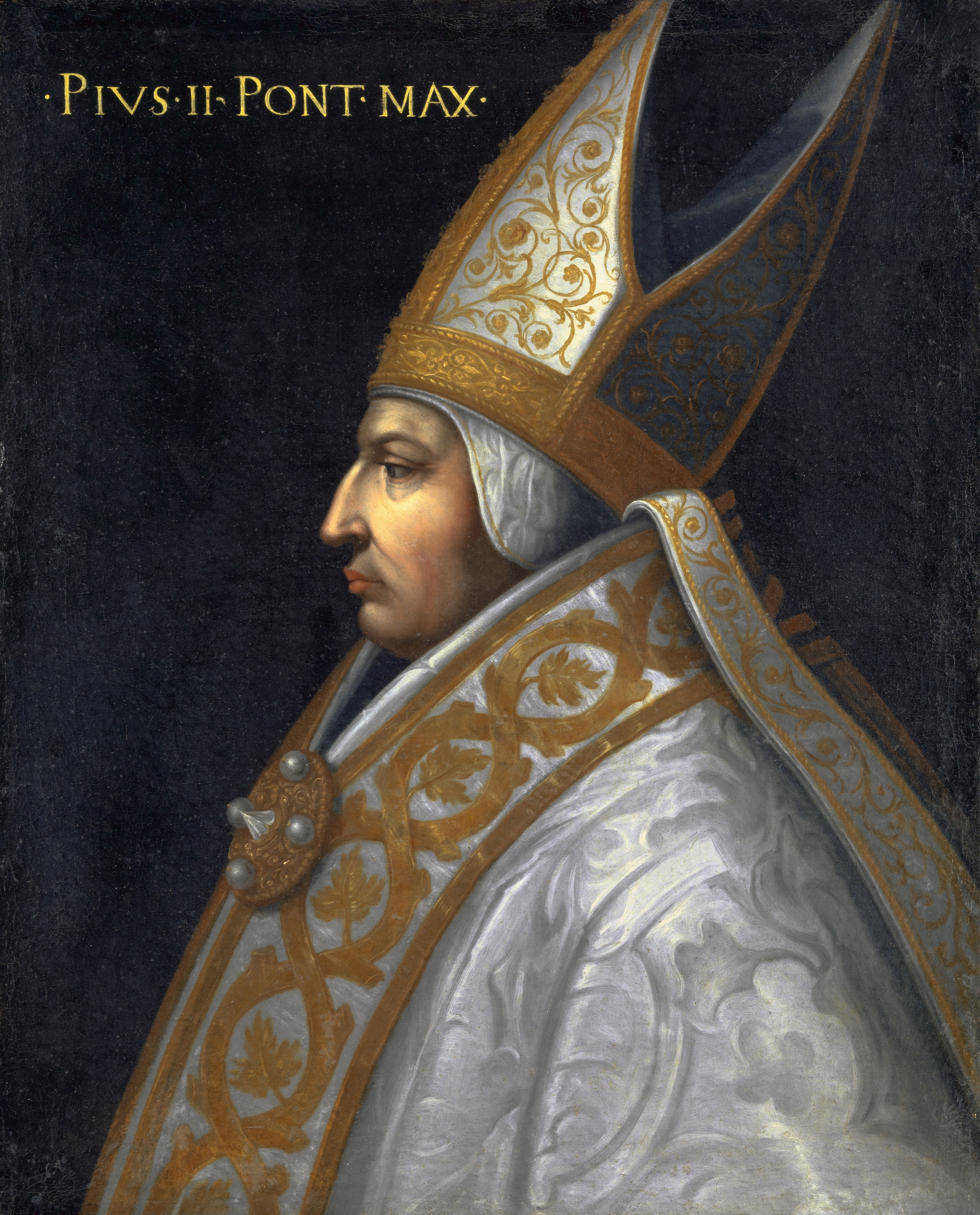
Pío II.

Su hermano Rodrigo intermedió para hacerle desistir de los planes de tomar Roma por la fuerza de las armas; el mismo día en que murió el papa, Pedro Luis entregó el Castel Sant'Angelo al Colegio Cardenalicio a cambio de 22.000 ducados y salió de la ciudad. Rodrigo y el cardenal Pietro Barbo le escoltaron con 500 hombres hasta la Porta San Paolo y ordenaron a la tropa que le acompañaran hasta Ostia, pero los soldados se negaron y Pedro Luis tuvo que marcharse solo.  
Desde Civitavecchia negoció con el nuevo papa Pío II la renuncia a todos sus cargos y la entrega de todas las fortalezas que todavía le eran fieles a cambio de otros 16.000 ducados.
Murió tres semanas después en el castillo de esta ciudad antes de cumplir los treinta años de edad mientras esperaba una nave que le llevara de vuelta a Valencia, no está claro si como consecuencia de unas fiebres o asesinado.  
Sus restos fueron llevados a Játiva y sepultados en la iglesia del convento de los franciscanos, donde permanecieron hasta que en 1470 su hermano Rodrigo mandó trasladarlos a la capilla funeraria familiar de la Colegiata de Játiva.